# Théodore Labarre
Théodore Labarre, właśc. Théodore François Joseph Berry (ur. 5 marca 1805 w Paryżu, zm. 9 marca 1870 tamże) – francuski harfista i kompozytor.

## Życiorys
Był mlecznym bratem cesarza Napoleona III. Uczył się prywatnie u Nicolasa-Charles’a Bochsy, Jacques’a-Georges’a Cousineau i François-Josepha Nadermana. Następnie podjął studia pod kierunkiem Victora Dourlena (harmonia), François-Josepha Fétisa (kontrapunkt) i François-Adriena Boieldieu (kompozycja) w Konserwatorium Paryskim, które ukończył w 1823 roku z nagrodą Prix de Rome za kantatę Pyramus et Thisbé. W kolejnych latach koncertował w Wielkiej Brytanii, Szwajcarii i Włoszech. Od 1831 roku przebywał na stałe w Paryżu, gdzie pisał utwory na potrzeby scen Opéra de Paris i Opéra-Comique. Od 1847 do 1849 roku był dyrygentem Opéra-Comique. W 1852 roku został mianowany dyrygentem kapeli cesarskiej, utracił jednak to stanowisko w 1855 roku po wystawieniu uznanej za satyrę polityczną opery Pantagruel. W 1862 roku otrzymał order Legii Honorowej. Od 1867 roku był profesorem gry na harfie w Konserwatorium Paryskim. Jego uczniami byli Joseph-Léon Gatayes i Félix Godefroid.
Wydał podręcznik Méthode complète pour la harpe (Paryż 1844).

## Wybrane kompozycje
(na podstawie materiałów źródłowych)

### Utwory orkiestrowe
- Fantaisie na harfę i orkiestrę (1841)

### Utwory wokalno-instrumentalne
- Pyramus et Thisbé (1832)

### Opery
- L’aspirant de marine (wyst. Paryż 1834)
- Le menetrier ou Les deux duchesses (wyst. Paryż 1845)
- Pantagruel (wyst. Paryż 1855)

### Balety
- La revolte des femmes (wyst. Paryż 1833)
- Jovita ou Les boucaniers (wyst. Paryż 1853)
- La Fonti (wyst. Paryż 1855)
- Graziosa (wyst. Paryż 1861)
- Le rair d’Yvetot (wyst. Paryż 1865)